# Elliott z planety Ziemia
Elliott z planety Ziemia (ang. Elliott from Earth, od 2021) – brytyjski serial animowany stworzony przez Guillaume’a Cassuto, Mica Gravesa i Tony’ego Hulla oraz wyprodukowany przez Cartoon Network Studios Europe.
Premiera serialu odbyła się w Stanach Zjednoczonych 29 marca 2021 na amerykańskim Cartoon Network. W Polsce serial zadebiutował 24 maja 2021 na antenie Cartoon Network.

## Fabuła
Trzydziestosześcioletnia Frankie jest genialną geolożką, która pewnego dnia natrafia na kamień. Kobieta jest przekonana, że znaleziony przez nią kamień pozwoli odkryć cywilizacje z odległych galaktyk. Jednak naukowcy nie wierzą w jej teorie. Frankie postanawia spełnić swoje marzenie i podróżuje po różnych zakątkach świata, badając znaleziska. Towarzyszy jej jedenastoletni syn Elliott.

## Obsada
- Samuel Farraci – Elliott
- Noah Kaye Bentley – Mo
- Naomi McDonald – Frankie

## Spis odcinków

### Seria 1 (od 2021)
| Nr | Tytuł                     | Tytuł polski                 | Premiera        | Premiera w Polsce |
| -- | ------------------------- | ---------------------------- | --------------- | ----------------- |
| 1  | Wednesday (Part 1)        | Środa: część 1               | 29 marca 2021   | 24 maja 2021      |
| 2  | Wednesday (Part 2)        | Środa: część 2               | 29 marca 2021   | 24 maja 2021      |
| 3  | Wednesday (Part 3)        | Środa: część 3               | 29 marca 2021   | 24 maja 2021      |
| 4  | Wednesday (Part 4)        | Środa: część 4               | 29 marca 2021   | 24 maja 2021      |
| 5  | Idiosyncratic Induction   | Dość osobliwe wprowadzenie   | 30 marca 2021   | 25 maja 2021      |
| 6  | Memory Mayhem             | Zamieszanie z pamięcią       | 30 marca 2021   | 25 maja 2021      |
| 7  | Developing Dilemma        | Kłopoty w sąsiedztwie        | 31 marca 2021   | 26 maja 2021      |
| 8  | Inadvertent Inversion     | Nietypowy obrót spraw        | 31 marca 2021   | 26 maja 2021      |
| 9  | Regurgitated Reminiscence | Zwrócone wspomnienia         | 1 kwietnia 2021 | 27 maja 2021      |
| 10 | Chaotic Clumping          | Nieudane połączenie          | 1 kwietnia 2021 | 27 maja 2021      |
| 11 | Parallel Paradox          | Równoległy paradoks          | 2 kwietnia 2021 | 28 maja 2021      |
| 12 | Problematic Prophecies    | Problematyczne przepowiednie | 5 kwietnia 2021 | 28 maja 2021      |
| 13 | Temporal Tedium           | Chwilowy marazm              | 6 kwietnia 2021 | 29 maja 2021      |
| 14 | Companion Confusion       | Towarzyszki mętlik           | 7 kwietnia 2021 | 29 maja 2021      |
| 15 | Melancholic Megalomaniac  | Melancholijny megaloman      | 8 kwietnia 2021 | 30 maja 2021      |
| 16 | Diminishing Discourse     | Milknące rozmowy             | 9 kwietnia 2021 | 30 maja 2021      |